# Єрофєєв Віктор Володимирович
Ві́ктор Володи́мирович Єрофє́єв (*19 вересня 1947, Москва) — російський письменник, літературознавець. Кандидат філологічних наук

## Біографія
Народився в 1947 році у Москві в сім'ї дипломата. У 1970 закінчив філологічний факультет МДУ, потім аспірантуру Інституту світової літератури АН СРСР. Кандидат філологічних наук. Друкуватися в періодиці почав у 1967 році. У 1979 році став одним із організаторів і учасників безцензурного літературного альманаху «Метрополь», який, за його словами, «виявився рентгеном, який просвітив усе суспільство». Був виключений із Спілки письменників СРСР і не друкувався в СРСР до 1988 року.
1990 написав роман «Російська красуня», який був перекладений більш ніж на двадцять мов і став міжнародним бестселером. За оповіданням Віктора Єрофєєва «Життя з ідіотом» композитор Альфред Шнітке написав однойменну оперу, прем'єра якої відбулася в Амстердамі 1992 року. В 1993 році по цьому ж оповіданню був знятий однойменний фільм (режисер — Олександр Рогожкін).

## Громадянська позиція
У Першій російсько-чеченській війні і Другій російсько-чеченській війні був серед діячів культури і науки, що закликали російську владу зупинити війну в Чечні і перейти до переговорного процесу.
У березні 2014 року разом з іншими діячами науки і культури висловив свою незгоду з анексією Криму Російською Федерацією, з політикою російської влади в Криму.

## Твори
- «Ядрёна Феня» (оповідання в збірці «Метрополь»; 1979),
- «Жизнь с идиотом» (оповідання; 1980),
- «Русская красавица» (роман; 1990),
- «В лабиринте проклятых вопросов» (збірка літературознавчих статей; 1996),
- «Страшный суд» (роман; 1996),
- «Мужчины» (1997),
- «Русские цветы зла» (1997), укладач антології
- «Пять рек жизни» (1998),
- «Энциклопедия русской души» (1999), укр. пер. 2010
- «Бог X. Рассказы о любви» (2001),
- «Лабиринт два» (2002),
- «Пупок» (2003),
- «Роскошь» (2003),
- «Найти в человеке человека» (2003),
- «Хороший Сталин» (2004), укр. пер. 2006
- «Шаровая молния» (2005).
- «Русский апокалипсис. Опыт художественной эсхатологии» (2006).
- «Свет дьявола. География смысла жизни» (2008).
- «Великий гопник» (2023)

## Український переклад
- «Хороший Сталін» / Пер. з рос. О. Бойченка. — Львів: ВНТЛ-Класика (серія «Колекція Перфецького»), 2006. — 344 с. ISBN 966-8849-28-0
- «Енциклопедія російської душі». Київ: Ярославів Вал, 2010
- Віктор Єрофєєв. Рожева Миша. Переклад з російської: Леонід Грушевий. Харків: Фоліо. 2018. 304 стор. ISBN 978-966-03-8113-1